# Hauviné
Hauviné ist eine französische Gemeinde im Département Ardennes in der Region Grand Est (vor 2016 Champagne-Ardenne) mit 320 Einwohnern (Stand: 1. Januar 2022). Sie gehört zum Arrondissement Vouziers und zum Kanton Attigny.

## Lage
Hauviné liegt etwa 34 Kilometer ostnordöstlich von Reims. Umgeben wird Hauviné von den Nachbargemeinden La Neuville-en-Tourne-à-Fuy im Norden, Cauroy im Nordosten, Saint-Pierre-à-Arnes im Osten, Saint-Clément-à-Arnes im Südosten sowie Bétheniville im Südwesten.

## Einwohnerentwicklung
| Jahr                       | 1962 | 1968 | 1975 | 1982 | 1990 | 1999 | 2006 | 2013 | 2019 |
| Einwohner                  | 310  | 297  | 258  | 229  | 221  | 232  | 266  | 308  | 334  |
| Quellen: Cassini und INSEE |      |      |      |      |      |      |      |      |      |

## Sehenswürdigkeiten

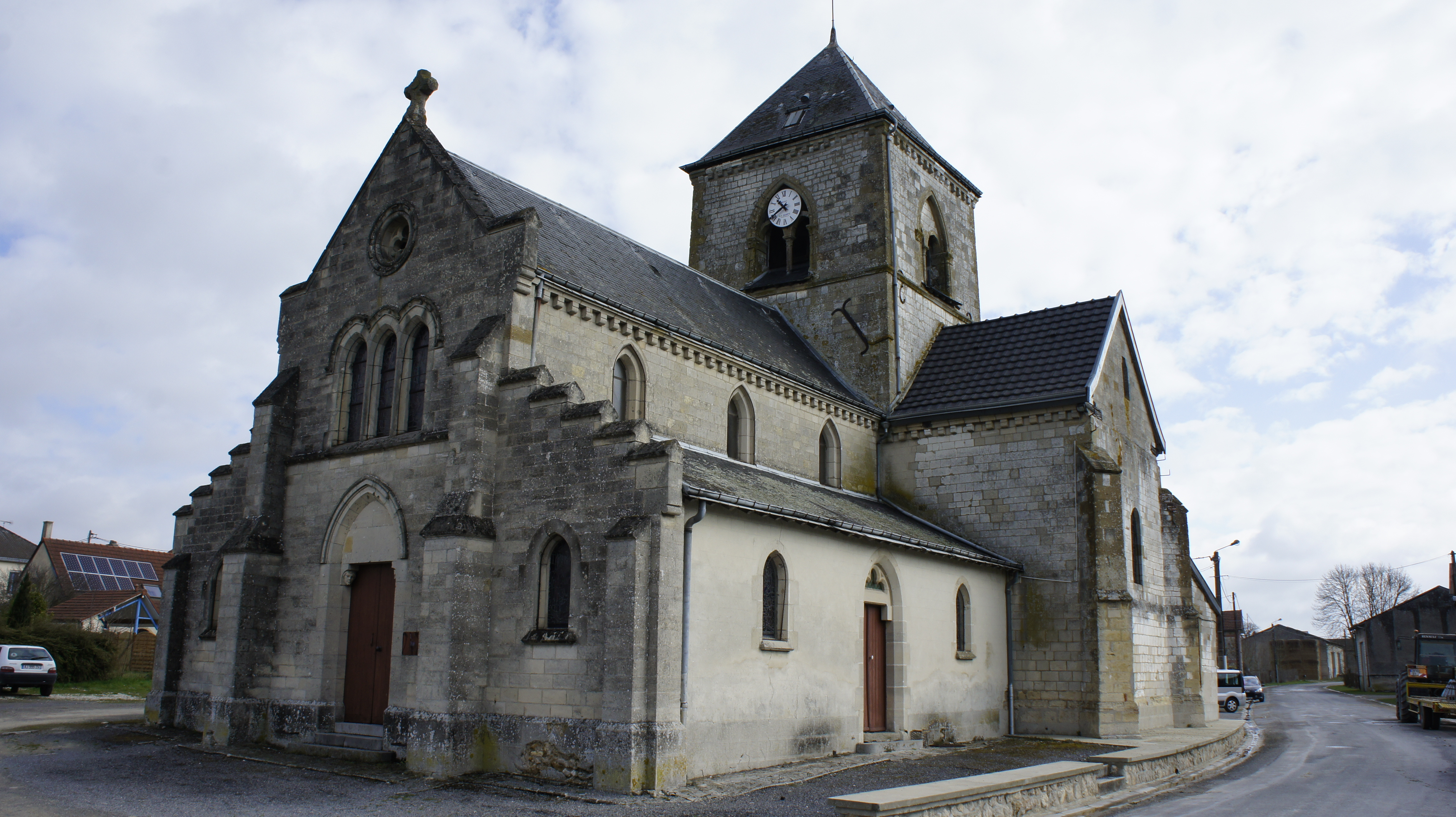
Kirche Saint-Rémi

- Kirche Saint-Rémi